# عبد الرحمن بابا
 عبد الرحمن بابا  (بالإنجليزية: Baba Rahman)‏ (مواليد 2 يوليو 1994) هو لاعب كرة قدم غاني يلعب حاليًا لصالح نادي تشيلسي الإنجليزي.

## إحصائيات
آخر تحديث 19 نوفمبر 2014.
| غانا    | غانا   | غانا    |
| السنة   | الظهور | الأهداف |
| ------- | ------ | ------- |
| 2014    | 5      | 0       |
| 2015    | 6      | 0       |
| المجموع | 11     | 0       |

## روابط خارجية
- عبد الرحمن بابا على موقع الاتحاد الدولي (مؤرشف)  (الإنجليزية)
- عبد الرحمن بابا على موقع الاتحاد الأوربي (الإنجليزية)
- عبد الرحمن بابا على موقع قاعدة بيانات كرة القدم.إي يو (الإنجليزية)
- عبد الرحمن بابا على موقع ليكيب (الفرنسية)
- عبد الرحمن بابا على موقع ناشيونال فوتبول تيمز (الإنجليزية)
- عبد الرحمن بابا على موقع Soccerbase.com (لاعب) (الإنجليزية)
- عبد الرحمن بابا على موقع Soccerway.com (الإنجليزية)
- عبد الرحمن بابا على موقع عالم كرة القدم.نت (الإنجليزية)
- عبد الرحمن بابا على موقع AS.com (الإسبانية)